# Chusaris retatalis
Chusaris retatalis là một loài bướm đêm trong họ Noctuidae.